# إريك آدم
اريك آدم (بالفرنسية: Éric Adam)‏ (و. 1966  م) هو رسام كارتون، وكاتب سيناريو من بلجيكا، وفرنسا، ولد في لا لوفيير.